# Cabra payoya

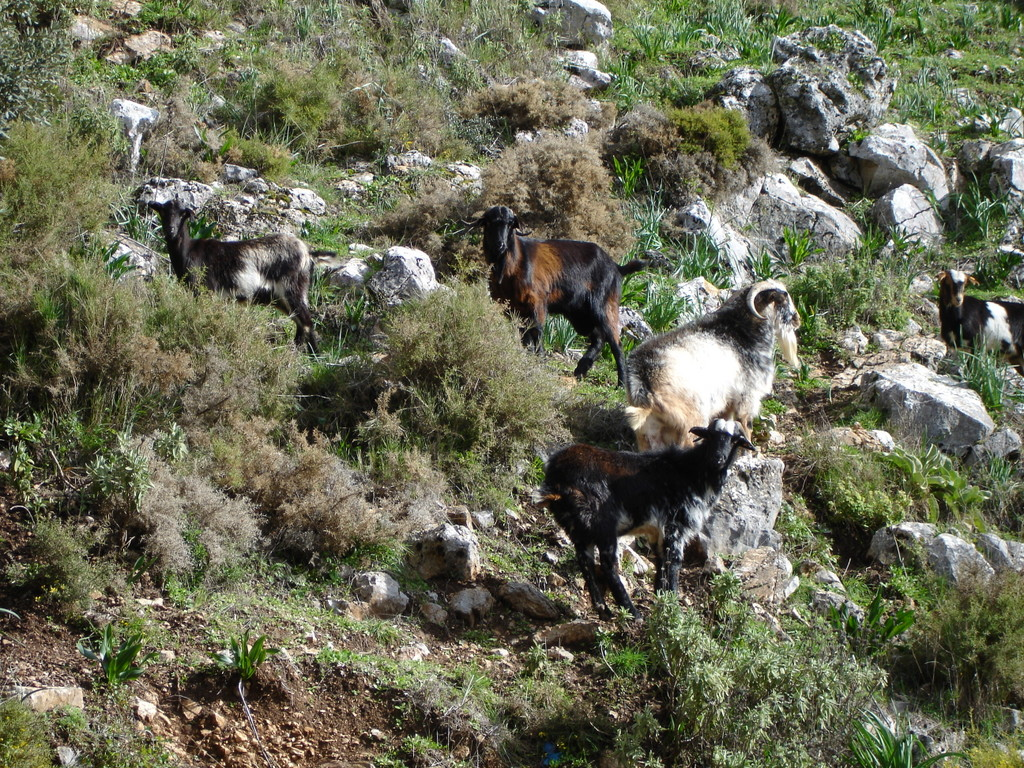
Cabras en Benaocaz.

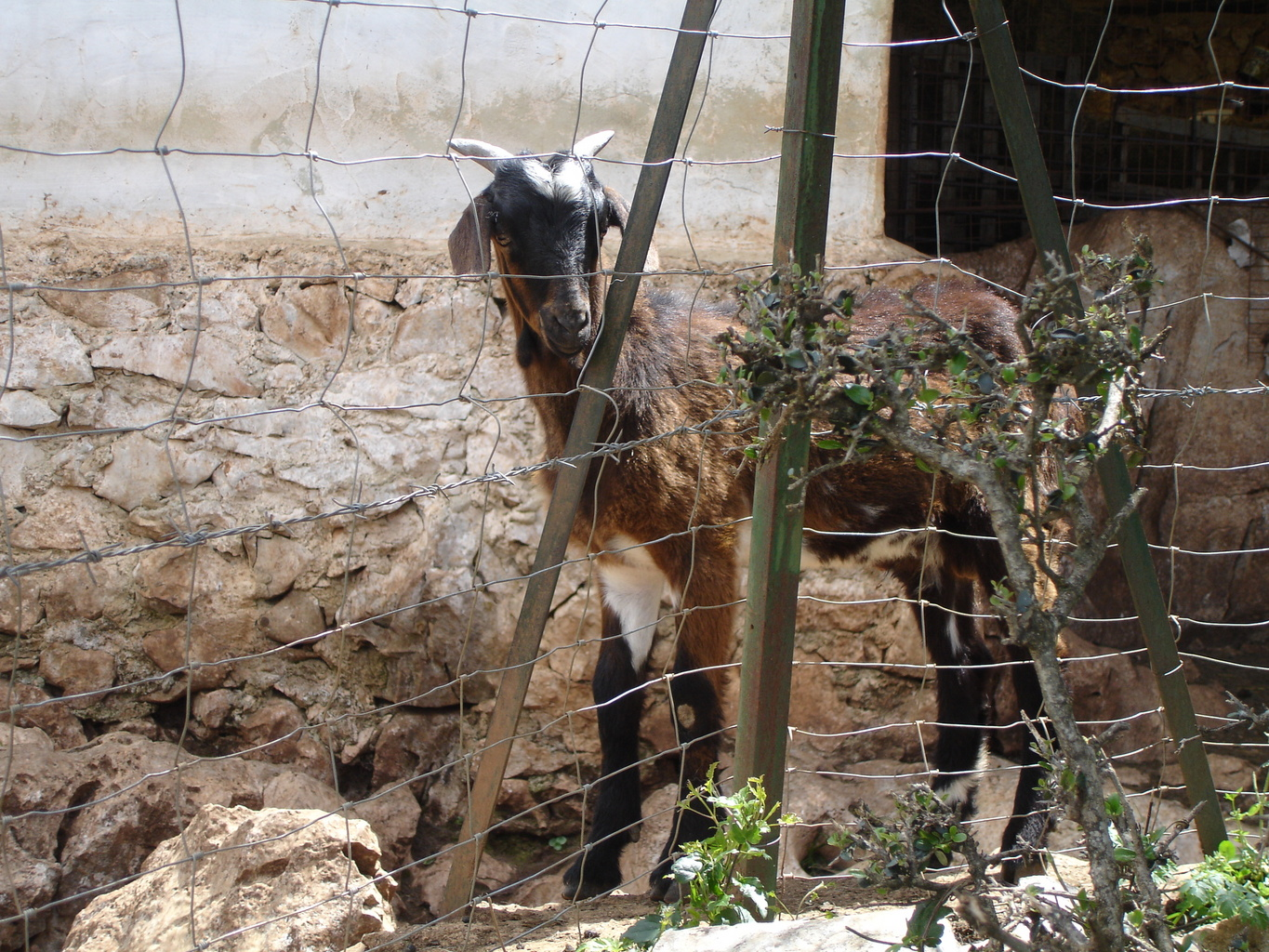
Cabra en el parque natural de Grazalema.

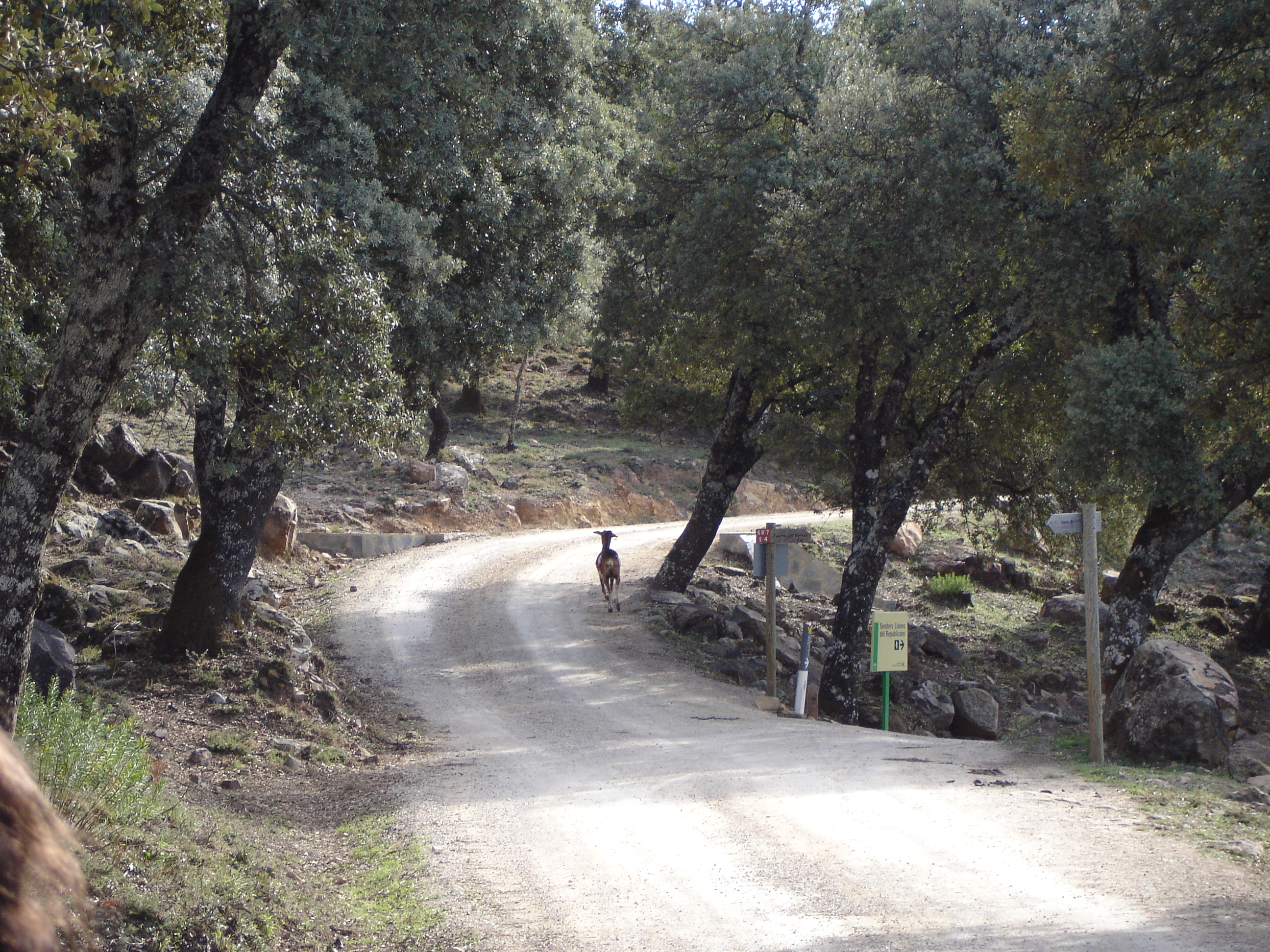
Cabra en Villaluenga.

La cabra payoya o montejaqueña es una raza caprina española originaria de la Sierra de Grazalema y de la Serranía de Ronda, en Andalucía. Su nombre se debe al gentilicio popular de Villaluenga del Rosario y al de Montejaque, municipios que se consideran cuna de la raza.
El catálogo oficial de razas de ganado de España la considera dentro del grupo de razas caprinas autóctonas en Peligro de Extinción. La Asociación de Criadores de la Raza Caprina Payoya cuida de su desarrollo.

## Origen y descripción
La cabra payoya se considera un antiguo cruce entre la población caprina autóctona de la zona y el tronco pirenaico. Sus proporciones son alargadas, su perfil es subconvexo y dispone de cuernos dirigidos hacia atrás y abiertos en las puntas, de tipo aegagrus. Presenta una gran dimorfismo sexual, con un peso que varía entre los 70 y 90 kg. en los machos y los 50 y 65 kg. en las hembras. Su pelo es corto y presenta capas muy diversas: berrenda, baya, cárdena, florida, collalba, sesnegra, nevada en negro y colorado, cordonera, mohina, moracha y flor de gamón, entre otras. Los machos suele tener pelambreras, como codera y calzón. Los machos tienen barba, mientras que las hembras a veces tienen perilla. Ambos suelen disponer de mamellas. Las mamas de la cabra tienen forma de bolsa, con grandes pezones divergentes dirigidos hacia delante y afuera. 

## Distribución

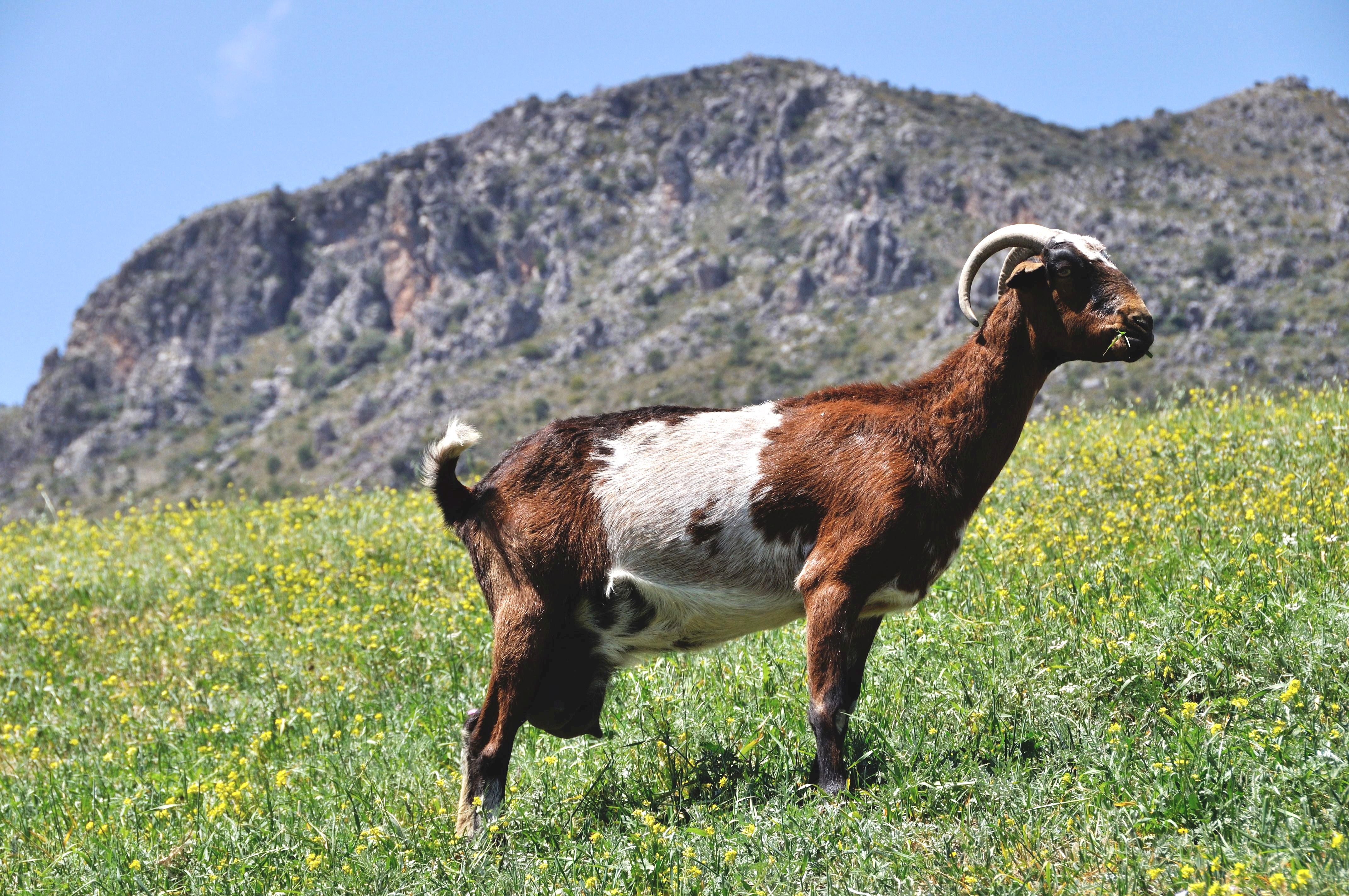
Hembra de raza payoya, sesnegra cinchada

Su distribución geográfica se centra en el parque natural de la Sierra de Grazalema y en la Serranía de Ronda, en lugares que se sitúan entre los 700 y 1600m s. n. m. y con una elevada pluviosidad. El régimen de explotación de la cabra payoya es semiextensivo, donde la mayor parte de su dieta es pasto espontáneo (desde octubre o noviembre hasta mayo o junio), rastrojeras y campos sembrados. La explotación predominante son rebaños familiares de 3
La cabra montejaqueña se explota principalmente para la producción de leche, con una producción media anual de 440 kg. por cabra. La mayor parte de la leche se destina a la fabricación de queso, estando en tramitación la «Denominación de Origen Protegida Queso de Cabra Sierra de Jerez, y Serranía de Ronda».
Actualmente,[¿cuándo?] hay más de una decena de queserías en la comarca de la Sierra de Cádiz, destacando queserías como El Gazul, Abuela Agustina, Quesos El Bosqueño, Payoyo, el Saltillo, la Velada, etc. todas con una enorme calidad en lo referente a productos realizados con leche de cabra de raza payoya.
El 20 de febrero de 2015 la Dirección General de Calidad, Industrias Agroalimentarias y Producción Ecológica de la Consejería de Agricultura, Pesca y Desarrollo Rural de la Junta de Andalucía aprobó el pliego de condiciones para el uso del logotipo «raza autóctona» en la carne, productos cárnicos, leche, queso, productos lácteos y piel de la raza caprina Payoya, y el 16 de abril de 2015 de la Dirección General de Producciones y mercados agrarios autorizó el uso del logotipo raza autóctona a la Asociación de Criadores de la Raza Caprina Payoya.

## Reconocimientos
En 2016 la Asociación de Criadores de Raza Caprina Payoya recibió el título de Hijo predilecto de la provincia de Cádiz.